# Gonzalo Vega
Gonzalo Agustín Vega González (Ciudad de México, 29 de noviembre de 1946-Ciudad de México, 10 de octubre de 2016), conocido como Gonzalo Vega, fue un actor mexicano. 
En 1978, consagró su carrera actoral con la película El lugar sin límites, en la que, junto a Roberto Cobo, se convirtió en el primer artista y ciudadano mexicano en mostrar un beso homosexual de larga duración. Ocho años después, en 1986, volvió a destacar luego de interpretar a José Carlos, uno de los personajes principales de la telenovela Cuna de lobos, que duró hasta 1987 con buenos índices de audiencia y gran cobertura mediática, al grado de ser un tema de constante debate en el desaparecido noticiero 24 horas, presentado por Jacobo Zabludovsky.
En 2013, tuvo un resurgimiento actoral luego de ser uno de los protagonistas de la película Nosotros, los Nobles, misma que fue aclamada por la crítica mexicana.

## Biografía y carrera

### Primeros años
Gonzalo Agustín Vega González nació el 29 de noviembre de 1946 en Ciudad de México, siendo hijo del español Agustín Amador Vega, y de la mexicana Raquel González Medina. Comenzó a estudiar filosofía y letras en la Universidad Nacional Autónoma de México, y pronto se sintió atraído por estudiar en el Centro Universitario de Teatro.

### Trayectoria artística
Inició su carrera actoral en 1968, en la obra La ronda de la hechizada, escrita por Hugo Argüelles.
Debutó en el cine en 1969, con la película Las pirañas aman en cuaresma. En 1986, protagonizó, junto a Diana Bracho, la telenovela Cuna de lobos, por la que obtuvo el Premio TVyNovelas al mejor actor protagónico.
En 1988, obtuvo un Premio Ariel en la categoría a la mejor actuación masculina, gracias a su trabajo en la película Lo que importa es vivir.
En 2010, se retiró profesionalmente debido a que se le detectó un síndrome mielodisplásico, llamado preleucemia. En 2012, su salud mejoró notablemente y comenzó las grabaciones de la cinta Nosotros, los Nobles, lanzada en 2013, en la que interpretó uno de los papeles principales. Justo en este último año y hasta 2016, tuvo presentaciones en teatro con la obra Don Juan Tenorio, de José Zorrilla.

## Muerte
Poco después de su regreso laboral, su salud comenzó a deteriorarse nuevamente, por lo que requirió de varias transfusiones sanguíneas y tuvo que ser constantemente internado. El 10 de octubre de 2016, Vega falleció en Ciudad de México a los 69 años de edad, a causa de sus problemas de salud y el síndrome mielodisplásico que padecía. Su cuerpo fue enterrado en la parcela de la Asociación Nacional de Actores (ANDA) del Panteón Jardín, ubicado en la misma ciudad.

## Filmografía

### Cine
| Año  | Título                                                    | Papel                       | Notas                                                                     |
| ---- | --------------------------------------------------------- | --------------------------- | ------------------------------------------------------------------------- |
| 1969 | Los recuerdos del porvenir                                | Capitán Damián Álvarez      |                                                                           |
| 1969 | Las pirañas aman en cuaresma                              | Chevo                       |                                                                           |
| 1970 | Misión cumplida                                           | Javier                      |                                                                           |
| 1970 | ¿Por qué nací mujer?                                      | Hernán                      |                                                                           |
| 1970 | La agonía de ser madre                                    | Personaje desconocido       |                                                                           |
| 1971 | Pubertinaje                                               | Personaje desconocido       | Segmento: «Una cena de Navidad»                                           |
| 1971 | Rosario                                                   | Víctor del Valle            |                                                                           |
| 1971 | Más allá de la violencia                                  | Personaje desconocido       |                                                                           |
| 1972 | Hoy he soñado con Dios                                    | Melesio                     |                                                                           |
| 1973 | Aquellos años Ignacio Zaragoza El juicio de Martín Cortés | Óscar Román (Martín Cortés) |                                                                           |
| 1974 | Crónica de un amor                                        | Fernando                    |                                                                           |
| 1974 | Adorables mujercitas                                      | Bobby                       |                                                                           |
| 1974 | Ante el cadáver de un líder                               | Baldomero Palomares Blanco  |                                                                           |
| 1974 |                                                           |                             |                                                                           |
| 1975 | ...Y la mujer hizo al hombre                              | Personaje desconocido       |                                                                           |
| 1976 | Las poquianchis                                           | Tepo                        |                                                                           |
| 1976 | Tango                                                     | Personaje desconocido       |                                                                           |
| 1978 | Las mariposas disecadas                                   | Voz de Jorge                |                                                                           |
| 1978 | El lugar sin límites                                      | Pancho                      |                                                                           |
| 1979 | Spree                                                     | Batista                     | Producción mexicanoestadounidense                                         |
| 1981 | Ángel del barrio                                          | 'Kid' Orizaba               |                                                                           |
| 1981 | La seducción                                              | Felipe                      | También conocida como Víctima de la seducción Estrenada en México en 1982 |
| 1981 | El sexo de los ricos                                      | Roberto                     |                                                                           |
| 1981 | Visita al pasado                                          | Pablo                       |                                                                           |
| 1981 | El color de nuestra piel                                  | Manuel Torres               |                                                                           |
| 1981 | La virgen robada                                          | Personaje desconocido       | Cortometraje                                                              |
| 1982 | Retrato de una mujer casada                               | Guillermo Contreras         |                                                                           |
| 1982 | Antonieta                                                 | Manuel Rodríguez Lozano     |                                                                           |
| 1983 | Las apariencias engañan                                   | Personaje desconocido       |                                                                           |
| 1983 | Los renglones torcidos de Dios                            | Dr. César Arellano          |                                                                           |
| 1984 | Ya nunca más                                              | Enrique Aranda              |                                                                           |
| 1984 | Nocaut                                                    | Rodrigo Saracho             |                                                                           |
| 1985 | Tiempo de lobos                                           | Personaje desconocido       |                                                                           |
| 1986 | Terror y encajes negros                                   | Giorgio Martínez            |                                                                           |
| 1987 | Lo que importa es vivir                                   | Candelario                  |                                                                           |
| 1987 | Yo soy el asesino                                         | Tarciso                     |                                                                           |
| 1991 | La mestiza                                                | Personaje desconocido       |                                                                           |
| 1994 | Al otro lado del túnel                                    | Aurelio                     | Producción española                                                       |
| 1994 | Una maestra con Ángel                                     | Luis                        |                                                                           |
| 1997 | Ambición mortal                                           | Personaje desconocido       |                                                                           |
| 2002 | Las caras de la luna                                      | Federico                    |                                                                           |
| 2003 | Ya no los hacen como antes                                | Benito                      |                                                                           |
| 2003 | La tregua                                                 | Martin Santome              |                                                                           |
| 2009 | Daniel & Ana                                              | Señor en boda               |                                                                           |
| 2010 | A través del silencio                                     | Lorenzo                     |                                                                           |
| 2010 | Seres: Genesis                                            | Profesor Owen               |                                                                           |
| 2010 | Silla eléctrica para moscas                               | Voz del narrador            | Cortometraje                                                              |
| 2012 | Elena                                                     | Lucas                       | Cortometraje                                                              |
| 2013 | El niño que huele a pez                                   | Guillermo Garibai           |                                                                           |
| 2013 | Nosotros, los Nobles                                      | Germán Noble                |                                                                           |
| 2014 | Hasta Decir Corte                                         | Don Fermín                  | Cortometraje                                                              |

### Televisión
| Año     | Título                  | Papel                      | Notas                                     |
| ------- | ----------------------- | -------------------------- | ----------------------------------------- |
| 1971    | Sublime redención       | Orlando                    |                                           |
| 1978    | Donde termina el camino | Gino Gutiérrez             |                                           |
| 1978-79 | Pecado de amor          | Walter                     |                                           |
| 1979    | Añoranza                | Personaje desconocido      |                                           |
| 1979-80 | Cumbres Borrascosas     | Héctor                     |                                           |
| 1980    | La divina Sarah         | Damala                     |                                           |
| 1981-82 | Toda una vida           | Eduardo                    |                                           |
| 1982-83 | Mañana es primavera     | Bruno                      |                                           |
| 1984-85 | La traición             | Franco Visconti            |                                           |
| 1985-86 | Muchachita              | José Manuel                |                                           |
| 1986    | ¿Qué nos pasa?          | Hombre en teléfono público |                                           |
| 1986-87 | Cuna de lobos           | José Carlos Larios Creel   |                                           |
| 1988    | La hora marcada         | Arnoldo                    | Temporada 1, episodio 45: «Carta urgente» |
| 1989    | Las grandes aguas       | Carlos Rivas               |                                           |
| 1990-91 | En carne propia         | Octavio Muriel             |                                           |
| 1992    | Ibero América... Hoy    | Él mismo                   | Presentador                               |
| 1992-93 | Tenías que ser tú       | Oswaldo Beltrán            |                                           |
| 1995    | Alondra                 | Bruno Leblanc              |                                           |
| 1999    | La vida en el espejo    | Santiago Román             |                                           |
| 2001    | Uróboros                | Salvador                   | Telenovela                                |
| 2004    | La heredera             | Armando                    |                                           |
| 2008    | Tengo todo excepto a ti | Orlando                    |                                           |
|         |                         |                            |                                           |

## Premios y nominaciones

### Premio Ariel
| Año  | Categoría                   | Título                  | Resultado |
| ---- | --------------------------- | ----------------------- | --------- |
| 1988 | Mejor actor                 | Lo que importa es vivir | Ganador   |
| 1978 | Mejor coactuacion masculina | El lugar sin límites    | Ganador   |

### Premios TVyNovelas
| Año  | Categoría               | Título               | Resultado |
| ---- | ----------------------- | -------------------- | --------- |
| 2000 | Mejor actor protagónico | La vida en el espejo | Nominado  |
| 1996 | Mejor actor protagónico | Alondra              | Nominado  |
| 1992 | Mejor actor antagónico  | En carne propia      | Ganador   |
| 1987 | Mejor actor protagónico | Cuna de lobos        | Ganador   |

### Premios ACE
| Año  | Categoría   | Título          | Resultado |
| ---- | ----------- | --------------- | --------- |
| 1992 | Mejor actor | En carne propia | Ganador   |
| 1996 | Mejor actor | Alondra         | Ganador   |